# Donieck
Donieck (ukr. Донецьк, Donećk; ros. Донецк, Donieck; do 1924 Juzowka, w latach 1924–1961 Stalino) – miasto we wschodniej części Ukrainy, nad rzeką Kalmius. Stolica obwodu donieckiego. Główny ośrodek przemysłowy w Donieckim Zagłębiu Węglowym.
Na początku 2020 roku, z liczbą mieszkańców wynoszącą niecałe 910 tys., Donieck zajmował piąte miejsce wśród najludniejszych ukraińskich miast. Stanowi centrum aglomeracji, którą w 2013 roku zamieszkiwało ok. 1,9 mln osób. Miasto ma charakter przemysłowy. Wraz z sąsiednimi ośrodkami miejskimi tworzy konurbację. Od 2014 okupowane przez prorosyjskich separatystów, a w 2022 nielegalnie anektowane w skład Rosji.

## Historia
Za początki miasta uznaje się rok 1869, gdy walijski właściciel hut, stalowni, zakładów zbrojeniowych i stoczni John Hughes wybudował zakłady metalurgiczne oraz kilka kopalń węgla na terenie kilku niewielkich osad założonych w XVII wieku przez Kozaków zaporoskich. Hughes przybył na ten teren z czterema synami, setką inżynierów, metalurgów, górników i budowlańców z częściami maszyn parowych i dwóch wielkich pieców. Hughes zakupił tu grunty za 24 tys. funtów od kniazia Siergieja Koczubieja, który zobowiązał się wobec cara Aleksandra II do zbudowania fabryki produkującej szyny dla kolei żelaznej. Huges otrzymał carską koncesję, która w zamian za zobowiązanie uruchomienia huty i stalowni produkującej szyny kolejowe dawała mu prawo do eksploatacji miejscowych złóż węgla i rudy żelaza. Osada dla robotników została założona w rejonie wsi Aleksandrowka (Александровка), którą zaczęto nazywać Juzowką (Юзовка) od nazwiska Hughes (wymawianego [juz]). Pierwszy wielki piec wybudowany przez Walijczyków wytopił surówkę niespełna osiem miesięcy później. Po roku gotowe były pierwsze szyny, z których w roku kolejnym ułożono pierwszą w Donbasie 120-kilometrową linię Konstantynówka – Juzowka – Elenówka. Linia ta dała połączenie z magistralą Moskwa – Krym, a ta z całą siecią kolejową Rosji. W roku 1870 mieszkało w Juzowce zaledwie 164 ludzi, w roku 1884 – 5494, a w 1897 – 29 tys. ludzi. W maju roku 1917, w przededniu rewolucji październikowej, Juzowka otrzymała prawa miejskie. Mieszkało w niej wówczas ok. 70 tys. ludzi.
Pod koniec XIX w. stacja kolei drewnianej i żelaznej charkowsko-azowskiej w guberni jekaterynosławskiej. Podczas rosyjskiej wojny domowej, w ramach bitwy o Donbas, o miasto toczyły się w marcu-kwietniu 1919 r. ciężkie walki, a przemysł w całym regionie został w znacznej mierze unieruchomiony lub zniszczony. Czerwoni ostatecznie opanowali miejscowość w toku operacji donbaskiej w grudniu 1919 r.
Pierwsze kopalnie zostały znacjonalizowane w wyniku rewolucji październikowej. W roku 1924 na kilka tygodni zmieniono nazwę miasta na Trock, a potem na Stalino (Сталино) na cześć Józefa Stalina.
Na początku II wojny światowej mieszkało tu 507 tys. ludzi. Wojska niemieckie zajęły miasto 16 października 1941 i pozostawały w nim do 5 września 1943 roku. W tym czasie liczba mieszkańców zmniejszyła się do niecałych 175 tys. W czasie walk o miasto uległo ono bardzo poważnym zniszczeniom i pod koniec wojny rozpoczęła się jego niemal całkowita odbudowa. Do dziś w Doniecku znaleźć można domy mieszkalne powstałe po wojnie, których budowniczymi byli jeńcy fińscy – stąd miejscowe określenie budynków jako „domy fińskie”.
Podczas okupacji hitlerowskiej, w listopadzie 1941 roku Niemcy utworzyli getto dla żydowskich mieszkańców. Przebywało w nim około 3000 osób. 30 kwietnia 1942 roku Niemcy zlikwidowali getto, a Żydów zamordowano w kopalni 4-4 bis Kalinówka. Sprawcą zbrodni było Einsatzkommando 6.
Na fali drugiego etapu destalinizacji przeprowadzonego przez Nikitę Chruszczowa po 22. Zjeździe Komunistycznej Partii ZSRR w październiku 1961, wszystkie miasta radzieckie nazwane na cześć Stalina zostały przemianowane i Stalino zmieniło swoją nazwę na Donieck, od rzeki Doniec.
7 kwietnia 2014 Donieck został faktycznie opanowany przez wojska rosyjskie i prorosyjskich separatystów, będących przeciwnikami rządu w Kijowie. Uznany przez Radę Najwyższą Ukrainy za terytorium czasowo okupowane. Stanowił stolicę istniejącej do 2022 roku nieuznawanej międzynarodowo Donieckiej Republiki Ludowej.

## Geografia i klimat
Donieck leży na Wyżynie Donieckiej, w krajobrazie stepowym, w strefie klimatu umiarkowanego ciepłego, kontynentalnego. Tereny wokół Doniecka są wykorzystywane przede wszystkim pod uprawę, gdyż znajdują się na nich żyzne szare gleby leśne i czarnoziemy. Przez miasto przepływa 5 rzek – w tym Kalmius i Bachmutka.
| Miesiąc                              | Sty   | Lut   | Mar   | Kwi   | Maj  | Cze  | Lip  | Sie  | Wrz  | Paź   | Lis   | Gru   | Roczna |
| ------------------------------------ | ----- | ----- | ----- | ----- | ---- | ---- | ---- | ---- | ---- | ----- | ----- | ----- | ------ |
| Rekordy maksymalnej temperatury [°C] | 12.2  | 16.0  | 21.3  | 31.0  | 34.6 | 38.0 | 37.8 | 39.1 | 33.9 | 32.7  | 20.5  | 15.0  | 39,1   |
| Średnie temperatury w dzień [°C]     | −1.3  | −0.9  | 5,3   | 14,5  | 20,8 | 24,8 | 27,3 | 26,9 | 20,7 | 13,1  | 4,7   | −0.3  | 13,0   |
| Średnie dobowe temperatury [°C]      | −4.1  | −4.1  | 1,3   | 9,4   | 15,4 | 19,3 | 21,6 | 20,8 | 15,1 | 8,5   | 1,6   | −2.9  | 8,5    |
| Średnie temperatury w nocy [°C]      | −6.7  | −7.0  | −2.1  | 4,6   | 9,9  | 13,8 | 15,9 | 15,0 | 10,0 | 4,5   | −1.1  | −5.4  | 4,3    |
| Rekordy minimalnej temperatury [°C]  | −32.2 | −31.1 | −21.0 | −10.6 | −2.4 | 2.1  | 6.0  | 2.2  | −6.0 | −10.0 | −22.2 | −28.5 | −32,2  |
| Opady [mm]                           | 37    | 32    | 34    | 38    | 46   | 65   | 51   | 37   | 36   | 37    | 38    | 41    | 492    |
| Średnia liczba dni z opadami         | 22    | 8     | 17    | 13.4  | 13   | 14   | 11   | 8    | 10   | 12    | 18    | 22    | 178    |
| Wilgotność [%]                       | 87    | 84    | 77    | 66    | 62   | 66   | 64   | 60   | 67   | 76    | 86    | 88    | 74     |
| Źródło: Pogoda i klimat. (ros.).     |       |       |       |       |      |      |      |      |      |       |       |       |        |

## Demografia
- Liczba ludności w 2005 roku: 1 016 194 osoby
- Szacunkowa liczba ludności w 2012 roku: 975 546 osób
- Średni wzrost ludności w latach 1995–2000: – 4,32%
- Na skutek wojny w Donbasie populacja Doniecka spadła według szacunków z 949 825 (styczeń 2014) do ok. 800 000 (w grudniu 2014)[10]

Według spisu powszechnego z 2001 roku:
| Narodowość  | Procent ludności |
| ----------- | ---------------- |
| Rosjanie    | 48,15%           |
| Ukraińcy    | 46,65%           |
| Białorusini | 1,15%            |
| Grecy       | 0,99%            |
| Żydzi       | 0,50%            |
| Tatarzy     | 0,49%            |
| Ormianie    | 0,40%            |
| Azerowie    | 0,20%            |
| Gruzini     | 0,20%            |
| pozostali   | 1,27%            |

Ludność tego obszaru przejawia silne tendencje prorosyjskie – zostało to wykorzystane w kampaniach wyborczych w roku 2004 oraz 2006 – Partia Regionów Wiktora Janukowycza tutaj (i na Krymie) ma swoje główne oparcie (sam Janukowycz był niegdyś gubernatorem obwodu donieckiego).
Źródło: polsko-ukraiński wniosek o organizację UEFA Euro 2012
Historyczny skład narodowościowy miasta na podstawie danych ze spisów powszechnych Związku Radzieckiego:
- 1926[12]

1. Rosjanie: 59 518 (56,55%)
2. Ukraińcy: 27 582 (26,21%)
3. Żydzi: 11 342 (10,78%)
4. Tatarzy: 1433 (1,36%)
5. Białorusini: 1399 (1,33%)
6. Polacy: 1346 (1,28%)
7. Grecy: 719 (0,68%)
8. Niemcy: 417 (0,4%)
9. Ormianie: 376 (0,36%)
10. Litwini: 162 (0,15%)

- 1939[13]

1. Rosjanie: 220 101 (47,2%)
2. Ukraińcy: 192 284 (41,24%)
3. Żydzi: 24 991 (5,36%)
4. Grecy: 8365 (1,79%)
5. Białorusini: 7918 (1,7%)
6. Tatarzy: 3506 (0,75%)

## Gospodarka

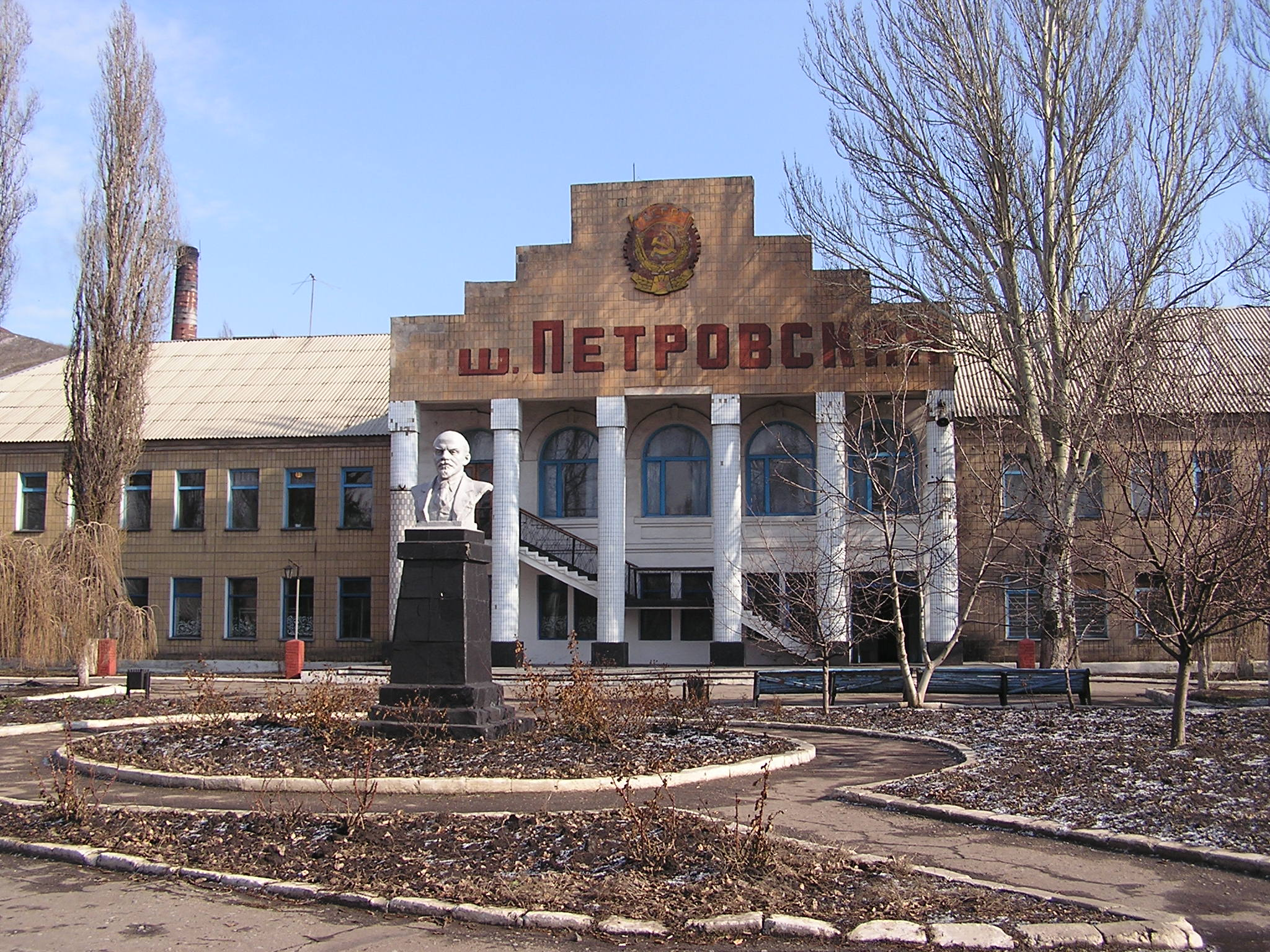
Kopalnia „Pietrowskaja”

Donieck i okolice wokół tego miasta są silnie zurbanizowane. Rozwija się tam głównie przemysł ciężki, jako że siłą napędową rozwoju gospodarczego Doniecka był zawsze węgiel kamienny. Stąd silnie rozwinięty przemysł wydobywczy i stalowy, które bazują na tym właśnie surowcu. Obecnie w Doniecku funkcjonuje 17 kopalni węgla i 5 hut żelaza. Spadek koniunktury po upadku ZSRR, związany z politycznymi przemianami, spowodował znaczne zmiany w przemysłowym krajobrazie miasta. Inwestorzy zaczęli stawiać na mechanikę i produkcję żywności.
Donieck jest miastem dynamicznie rozwijającym się – znajduje się tam specjalna strefa ekonomiczna. W rankingu miesięcznika Forbes z roku 2012 miasto zostało uznane najlepszym spośród miast Ukrainy dla rozwoju biznesu. Znalazł się na szczycie rankingu w takich kategoriach jak: kapitał ludzki, siła nabywcza obywateli, warunki inwestycyjne, stabilność ekonomiczna czy infrastruktura.
Pomimo stereotypowych wyobrażeń o szkodach wyrządzonych w mieście przez przemysł ciężki, stolica Donbasu została uznana przez UNESCO za najczystsze miasto przemysłowe świata, i ciągle otrzymuje ono kolejne dofinansowania, które dynamizują rozwój gospodarki.

## Transport

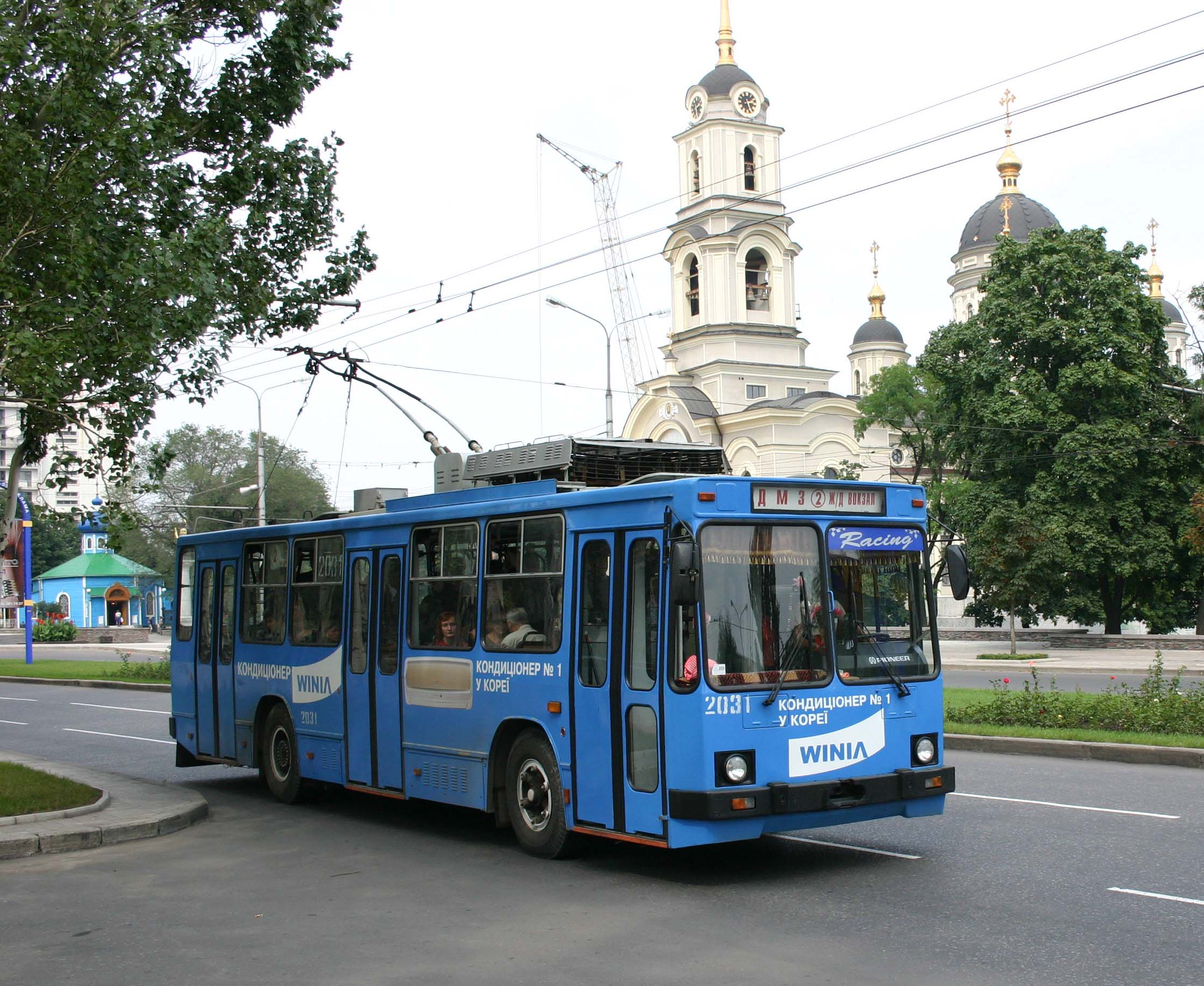
Doniecki trolejbus

- Metro w Doniecku (budowa przerwana)
- Donieck (stacja kolejowa)
- Port lotniczy Donieck (nieczynny, zdewastowany)

## Oświata i nauka
Miasto jest siedzibą uniwersytetu, akademii medycznej, politechniki i wyższej szkoły handlowej oraz wielu instytutów naukowo-badawczych, m.in. filii Akademii Nauk Ukrainy.

## Atrakcje turystyczne

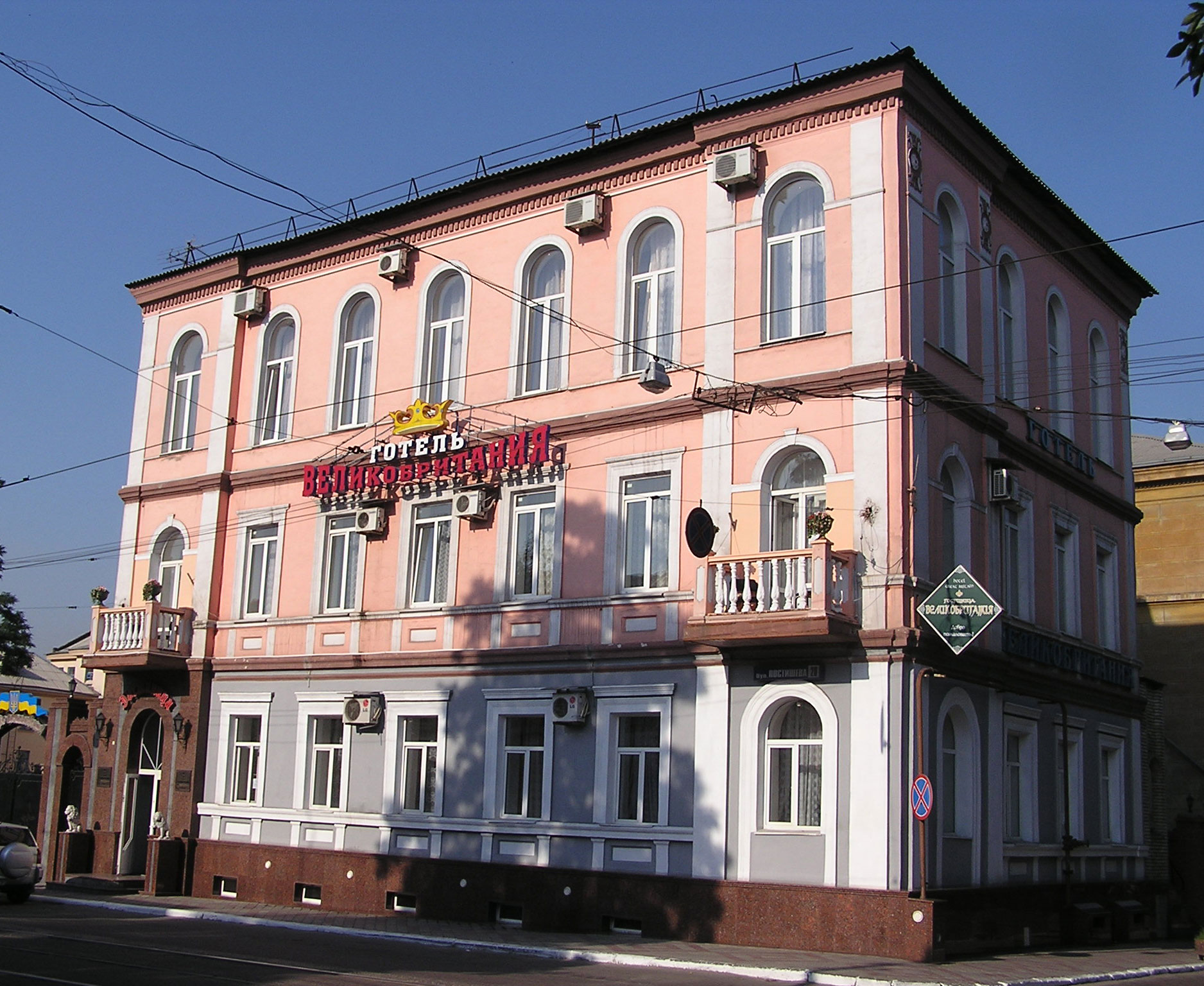
Hotel „Wielikobrytania” – jeden z najstarszych budynków Doniecka, wzniesiony w 1883 roku

Główną ulicą miasta jest ulica Artioma, nazwaną tak na cześć przywódcy Doniecko-Krzyworoskiej Republiki Radzieckiej (1918-1919). Miejsce spotkań i głównych imprez kulturalnych znajduje się w centralnej części ul. Artioma, na placu Lenina. Artioma rozdziela miasto na części wschodnią i zachodnią. Architektura Doniecka utrzymana jest w stylu socrealistycznym.

### Wybrane zabytki i atrakcje turystyczne
- Synagoga Chasydów
- Akademicki Teatr im. Anatolija Sołowianenki
- Donieckie okręgowe muzeum krajoznawcze
- Regionalne Muzeum Sztuki[16]

## Sport

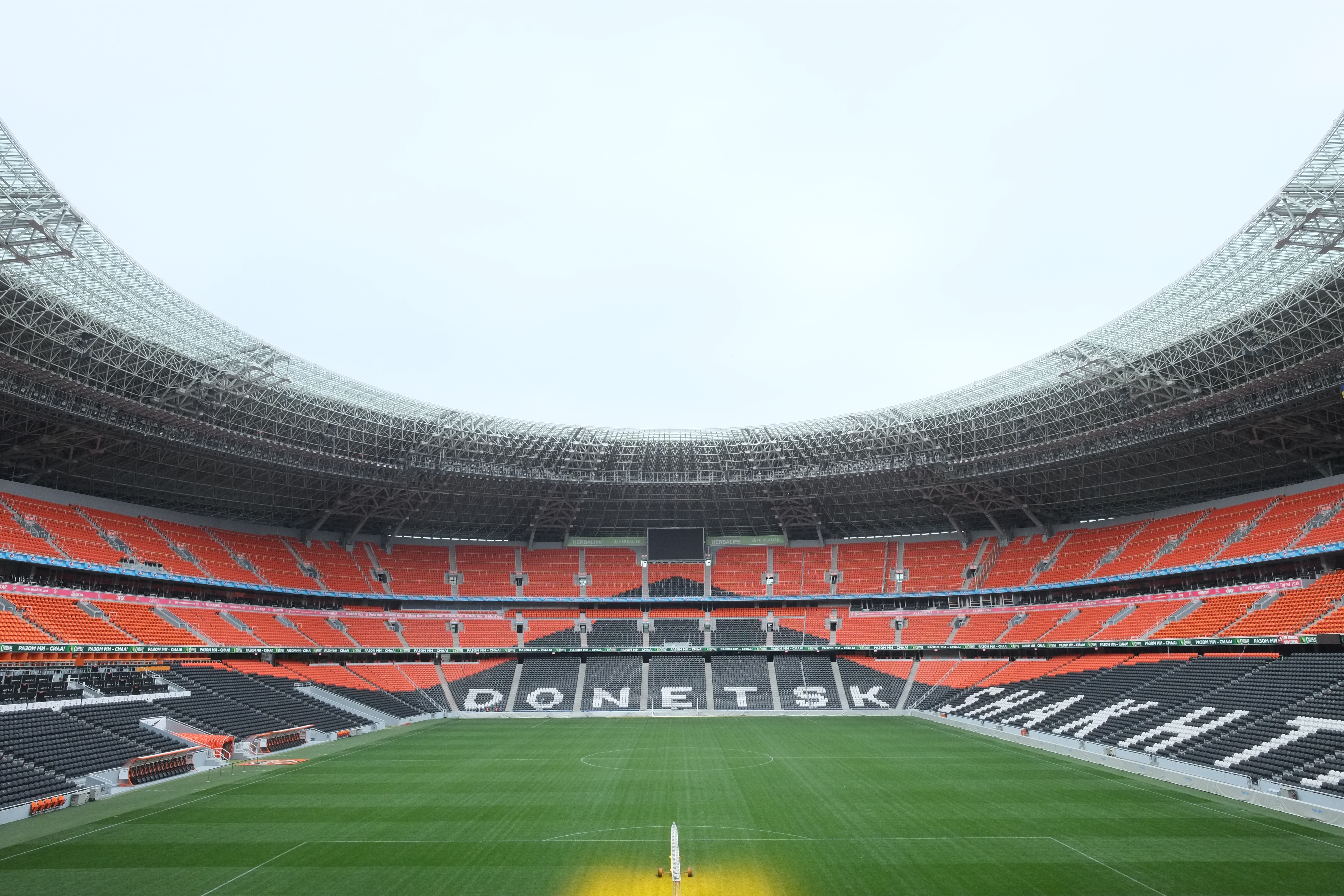
Donbas Arena

Donieck jest jednym z czterech ukraińskich miast, w których były rozgrywane mecze organizowanego wspólnie z Polską UEFA Euro 2012. Najbardziej znanym klubem mającym swoją siedzibę w mieście jest Szachtar Donieck, wielokrotny mistrz i wicemistrz Ukrainy, ostatni zdobywca Pucharu UEFA, uczestnik rozgrywek Ligi Mistrzów. Z innych klubów należy tutaj wymienić takie jak: Donczanka-CPOR Donieck, Metałurh Donieck, Olimpik Donieck, Tytan Donieck czy hokejowy Donbas Donieck.
W Doniecku znajduje się Donbas Arena – najnowocześniejszy stadion na Ukrainie i największy stadion tamtejszej ligi.

## Współpraca
Miejscowości partnerskie:

- Baku (Azerbejdżan)
- Bochum (Niemcy)
- Charleroi (Belgia)
- Katowice (Polska)
- Kutaisi (Gruzja)
- Moskwa (Rosja)
- Narwa (Estonia)
- Pittsburgh (USA)
- Sheffield (Wielka Brytania)
- Tarent (Włochy)
- Wilno (Litwa)